# Madison (processore)
Madison è il nome in codice del successore del processore Intel Itanium 2 McKinley (con cui è compatibile pin-to-pin), presentato il 30 giugno 2003.

## Caratteristiche tecniche

### Processo produttivo
Si tratta della prima CPU IA-64 costruita con il processo produttivo a 130 nm e al momento del lancio era disponibile una versione che prevedeva una cache L3 di 6 MB e clock di 1,5 GHz per un costo di 4300 $; la dimensione era di 374 mm² e il numero di transistor pari a 410 milioni. Ne venne poi presentata una versione più a buon mercato che prevedeva invece 4 MB di cache L3 al prezzo di 2250 $.
Grazie al nuovo processo costruttivo Intel ha potuto mantenere il consumo massimo del processore ai livelli di quello di McKinley, pari a 130 W, oltre a mantenere invariate anche le cache di primo e secondo livello pari, rispettivamente a 32 KB per la L1 e 256 KB per la L2.
Il bus invece era rimasto a 400 MHz. Un anno dopo, l'8 novembre 2004, Intel ha incrementato la cache di terzo livello portandola a 9 MB solo per i sistemi multiprocessore MP, ma dal momento che il nuovo Madison-9M, veniva ancora costruito con processo a 0.13 µm, non si è potuto avere anche un significativo incremento delle velocità di clock che infatti è salita solo fino 1,6 GHz. Invece il 18 luglio 2005 si è avuto l'aumento della frequenza di BUS che è passata dagli originali 400 MHz a 667 MHz con due modelli da 1,67 GHz e cache L3 di 6 MB e 9 MB.

### Tecnologie implementate
In Madison non sono implementate tutte quelle tecnologie che Intel ha sviluppato nel corso degli anni e che dovrebbero arrivare "in blocco" con il suo successore Montecito. NON include quindi XD-bit e SpeedStep. Nemmeno la tecnologia Hyper-Threading è presente in Madison, così come quella Vanderpool che Intel ha sviluppato nel corso del 2005. Ovviamente non incluso il supporto EM64T dato che questo si applica solo all'architettura IA-32 degli Xeon.

## Modelli arrivati sul mercato
La tabella seguente mostra i modelli di Itanium 2, basati sul core Madison, arrivati sul mercato. Molti di questi condividono caratteristiche comuni pur essendo basati su core diversi; per questo motivo, allo scopo di rendere maggiormente evidente tali affinità e "alleggerire" la visualizzazione alcune colonne mostrano un valore comune a più righe. Di seguito anche una legenda dei termini (alcuni abbreviati) usati per l'intestazione delle colonne:
- Nome Commerciale: si intende il nome con cui è stato immesso in commercio quel particolare esemplare.
- Data: si intende la data di immissione sul mercato di quel particolare esemplare
- Socket: lo zoccolo della scheda madre in cui viene inserito il processore. In questo caso il numero rappresenta oltre al nome anche il numero dei pin di contatto.
- N°Core: il numero di core montati sul package: 1 se "single core" o 2 se "dual core".
- Clock: la frequenza di funzionamento del processore.
- Molt.: sta per "Moltiplicatore" ovvero il fattore di moltiplicazione per il quale bisogna moltiplicare la frequenza di bus per ottenere la frequenza del processore.
- Pr.Prod.: sta per "Processo produttivo" e indica tipicamente la dimensione dei gate dei transistors (180 nm, 130 nm, 90 nm) e il numero di transistor integrati nel processore espresso in milioni.
- Voltag.: sta per "Voltaggio" e indica la tensione di alimentazione del processore.
- Bus: frequenza del bus di sistema.
- Cache: dimensione delle cache di 1º, 2º e 3º livello.
- XD-bit: implementazione della tecnologia di sicurezza che evita l'esecuzione di codice malevolo sul computer.
- HT: sta per "Hyper-Threading" e indica l'implementazione della esclusiva tecnologia Intel che consente al sistema operativo di vedere 2 core logici.
- EIST: sta per "Enhanced SpeedStep Technology" ovvero la tecnologia di risparmio energetico sviluppata da Intel e inserita negli ultimi Pentium 4 Prescott serie 6xx per contenere il consumo massimo.
- VT: sta per "Vanderpool Technology", la tecnologia di virtualizzazione che rende possibile l'esecuzione simultanea di più sistemi operativi differenti contemporaneamente.

| Itanium 2 DP          | Itanium 2 DP | Itanium 2 DP | Itanium 2 DP | Itanium 2 DP | Itanium 2 DP | Itanium 2 DP | Itanium 2 DP | Itanium 2 DP | Itanium 2 DP            | Itanium 2 DP | Itanium 2 DP | Itanium 2 DP | Itanium 2 DP |
| Nome Commerciale      | Data         | Socket       | N°Core       | Clock        | Molt.        | Pr.Prod.     | Voltag.      | Bus          | Cache                   | XD-bit       | HT           | EIST         | VT           |
| --------------------- | ------------ | ------------ | ------------ | ------------ | ------------ | ------------ | ------------ | ------------ | ----------------------- | ------------ | ------------ | ------------ | ------------ |
| Itanium 2 DP 1,6 GHz  | 8/nov/2004   | PAC611       | 1            | 1,6 GHz      | 16x          | 130 nm       | 1,425 V      | 400 MHz      | L1=32KB L2=256KB L3=3MB | No           | No           | No           | No           |
| Itanium 2 DP 1,6 GHz  | 8/nov/2004   | PAC611       | 1            | 1,6 GHz      | 12x          | 130 nm       | 1,425 V      | 533 MHz      | L1=32KB L2=256KB L3=3MB | No           | No           | No           | No           |
| Itanium 2 MP          |              |              |              |              |              |              |              |              |                         |              |              |              |              |
| Itanium 2 MP 1,5 GHz  | 30/giu/2003  | PAC611       | 1            | 1,5 GHz      | 15x          | 130 nm       | 1,425 V      | 400 MHz      | L1=32KB L2=256KB L3=6MB | No           | No           | No           | No           |
| Itanium 2 MP 1,4 GHz  | 14/apr/2004  | PAC611       | 1            | 1,4 GHz      | 14           | 130 nm       | 1,425 V      | 400 MHz      | L1=32KB L2=256KB L3=3MB | No           | No           | No           | No           |
| Itanium 2 MP 1,6 GHz  | 14/apr/2004  | PAC611       | 1            | 1,6 GHz      | 16           | 130 nm       | 1,425 V      | 400 MHz      | L1=32KB L2=256KB L3=3MB | No           | No           | No           | No           |
| Itanium 2 MP 1,5 GHz  | 8/nov/2004   | PAC611       | 1            | 1,5 GHz      | 15x          | 130 nm       | 1,425 V      | 400 MHz      | L1=32KB L2=256KB L3=4MB | No           | No           | No           | No           |
| Itanium 2 MP 1,6 GHz  | 8/nov/2004   | PAC611       | 1            | 1,6 GHz      | 16x          | 130 nm       | 1,425 V      | 400 MHz      | L1=32KB L2=256KB L3=6MB | No           | No           | No           | No           |
| Itanium 2 MP 1,6 GHz  | 8/nov/2004   | PAC611       | 1            | 1,6 GHz      | 16x          | 130 nm       | 1,425 V      | 400 MHz      | L1=32KB L2=256KB L3=9MB | No           | No           | No           | No           |
| Itanium 2 MP 1,67 GHz | 18/lug/2005  | PAC611       | 1            | 1,67 GHz     | 10x          | 130 nm       | 1,425 V      | 667 MHz      | L1=32KB L2=256KB L3=6MB | No           | No           | No           | No           |
| Itanium 2 MP 1,67 GHz | 18/lug/2005  | PAC611       | 1            | 1,67 GHz     | 10x          | 130 nm       | 1,425 V      | 667 MHz      | L1=32KB L2=256KB L3=9MB | No           | No           | No           | No           |

Nota: la tabella soprastante è un estratto di quella completa contenuta nella pagina dello Itanium 2.

## Progetti derivati
Insieme a Madison, venne presentata anche una versione ridotta conosciuta con il nome di Deerfield che prevedeva un costo molto più contenuto a fronte di clock di 1 GHz e cache L3 da 1,5 MB. In questo modo anche il consumo energetico scendeva dai 130 W richiesti da Madison, pensato per applicazioni server high-end, a 62 W per Deerfield, pensato invece per server mid e workstation. Deerfield fu poi sostituito dalla propria evoluzione Fanwood derivato direttamente dal core Madion-9M, che andò quindi a sostituire anche l'originale core Madison nella sezione dei server a 2 vie DP.

## Applicazioni di Madison
Nell'agosto del 2003, HP ha aiutato gli scienziati dello "U.S. Department of Energy's Pacific Northwest National Labs" (PNNL) aggiornando un cluster da 1400 nodi con i nuovi chip Itanium 2 Madison. Il passaggio dai McKinley a 1.0 GHz ai Madison a 1.5 GHz ha dato abbastanza "cavalli" al sistema da fargli guadagnare il titolo  (ai tempi) di super computer Linux più veloce al mondo. Il nuovo sistema aveva infatti una prestazione di punta di 11.8 TFLOPS, che sorpassava di poco il MCR dei "Lawrence Livermore National Labs", basato su Xeon.

## Il successore
Il successore di Madison e Madison-9M per il settore MP sarà il tanto atteso Montecito, primo Itanium 2 dual core nel corso del 2006. Nel campo dei DP, invece arriverà Millington.